# Soulier d'or belge 1989
Le Soulier d'or 1989 est un trophée individuel, récompensant le meilleur joueur du championnat de Belgique sur l'ensemble de l'année 1989. Ceci comprend donc à deux demi-saisons, la fin de la saison 1988-1989, de janvier à juin, et le début de la saison 1989-1990, de juillet à décembre.

## Lauréat
Il s'agit de la trente-sixième édition du trophée, remporté pour la deuxième fois par le gardien du FC Malines Michel Preud'homme. Il devient ainsi le seul gardien de but récompensé deux fois par le Soulier d'Or. C'est la troisième fois consécutive qu'un joueur malinois remporte le trophée. Le FC Malines remporte le championnat 1989, et c'est donc fort logiquement qu'un joueur du club est attendu comme vainqueur. Après Lei Clijsters l'année passée et déjà Michel Preud'homme deux ans plus tôt, le favori pour cette année est Marc Emmers, joueur polyvalent important dans l'effectif d'Aad de Mos. 
Finalement, c'est Preud'homme qui est désigné Soulier d'Or, récompensé ainsi pour ses arrêts souvent déterminants en club (seulement 20 buts encaissés en championnat), et pour la qualification des Diables Rouges pour la Coupe du monde 1990. Marc Emmers termine deuxième, et Marc Degryse troisième, soit l'inverse de leurs résultats l'an passé.

## Top-3
| Place | Joueur             | Nationalité | Club(s)    | Points |
| ----- | ------------------ | ----------- | ---------- | ------ |
| 1.    | Michel Preud'homme |             | FC Malines | 386    |
| 2.    | Marc Emmers        |             | FC Malines | 209    |
| 3.    | Marc Degryse       |             | FC Bruges  | 177    |

### Sources
- (nl) Cet article est partiellement ou en totalité issu de l’article de Wikipédia en néerlandais intitulé « Belgische Gouden Schoen 1989 » (voir la liste des auteurs).